# Siècle de Périclès

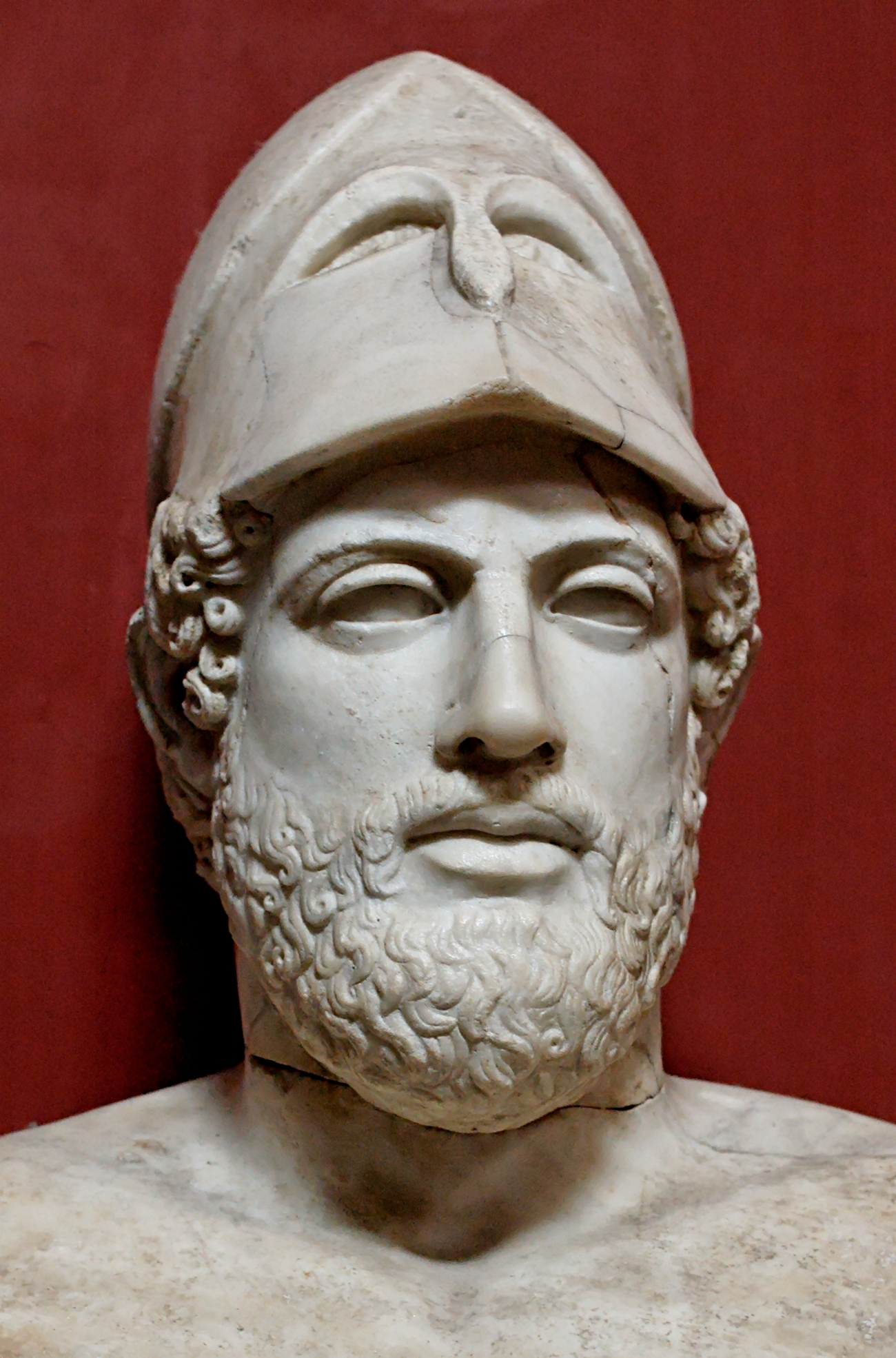
Périclès.

Le « siècle de Périclès » est une période de l'histoire athénienne durant laquelle, au cours du Ve siècle av. J.-C. en Grèce, l'homme politique et militaire Périclès fut plus de 15 fois stratège de la cité. On considère que l'apogée de cette période se situe entre la fin des guerres médiques (en 479 av. J.-C.) et suivant les auteurs, la mort de Périclès en 429 av. J.-C. ou la fin de la guerre du Péloponnèse, en 404 av. J.-C.. À cette époque, Athènes était considérée comme la capitale intellectuelle, artistique et politique du monde grec.
Ce siècle est ainsi qualifié en raison des nombreux travaux réalisés par Périclès : achèvement des Longs Murs qui entourent la cité, construction du Parthénon (le temple d’Athéna), des Propylées, entrées monumentales de l’Acropole, de l’Érechthéion (l’autre temple d’Athéna) et enfin du théâtre de Dionysos. Il s'illustre aussi dans le domaine de la littérature et du théâtre, de la philosophie et des sciences.
Au cours de ce siècle, les partisans de Périclès et lui-même cherchent à consolider la démocratie en limitant, par exemple, le pouvoir de l’aristocratie.
On parle aussi d'Âge d'or athénien.